# Monte Vidon Corrado
Monte Vidon Corrado là một đô thị ở tỉnh Ascoli Piceno ở vùngMarche, cách khoảng 60 km về phía nam của Ancona và khoảng 30 km về phía tây bắc của Ascoli Piceno. Đến thời điểm ngày 31 tháng 12 năm 2004, đô thị này có dân số là 809 người và diện tích là 6,0 km².
Monte Vidon Corrado giáp các đô thị: Falerone, Montappone, Montegiorgio.